# Línea 912 (Interurbanos Madrid)
La línea 912 de la red de autobuses interurbanos de Madrid une Buitrago del Lozoya con Montejo de la Sierra y Puebla de la Sierra.

## Características
Esta línea une ambos municipios, efectuando parada en Gandullas, Prádena del Rincón y Montejo de la Sierra en aproximadamente 50 minutos.
De lunes a viernes laborables enlaza en Buitrago del Lozoya con la línea 191 desde/hacia Madrid. Los sábados laborables, domingos y festivos la línea sólo circula entre Montejo de la Sierra y Puebla de la Sierra, siendo necesaria la línea 191 desde/hacia Madrid en Buitrago del Lozoya junto con la línea 199A que realiza el tramo entre Buitrago del Lozoya y Montejo de la Sierra. Los sábados laborables, domingos y festivos presta servicio también a La Hiruela, en compensación a la línea 911 que no circula dichos días.
La primera expedición de vuelta entra en Horcajuelo de la Sierra en días lectivos, y la última expedición de vuelta finaliza en Prádena del Rincón, siendo necesario el transbordo a la línea 191C para llegar a Buitrago del Lozoya.
Siguiendo la numeración de líneas del CRTM, las líneas que circulan por el corredor 9 son aquellas que dan servicio a los municipios muy alejados de la capital y comienzan con un 9. Tan solo existen 3 líneas que cumplen este criterio: 911, 912 y 913 (las líneas interurbanas nocturnas que comienzan por 9 lo hacen debido a motivos de numeración, y no corresponden con el tipo de línea como las 3 mencionadas anteriormente).
La línea mantiene los mismos horarios todo el año (exceptuando las vísperas de festivo y festivos de Navidad).
Hasta el 8 de diciembre de 2024, estaba operada por el ayuntamiento de Puebla de la Sierra mediante la concesión administrativa SE001 - Servicios Especiales Ayuntamiento Puebla de la Sierra del Consorcio Regional de Transportes de Madrid. Curiosamente, debido a la concesión especial que cuenta la línea por parte del Ayuntamiento de Puebla de la Sierra, el servicio se realizaba con un único coche todos los días. Esto llevaba a la peculiaridad que los sábados laborables domingos y festivos, el servicio salía de Montejo de la Sierra hacia La Hiruela bajo la línea 911 y después continuaba hacia Puebla de la Sierra bajo la línea 912. Este recorrido prestaba servicio a ambas localidades utilizando ambas líneas, a pesar de que no existiese ningún trayecto autorizado ni sublínea que correspondiese al recorrido entre dichos pueblos de forma directa. Esta misma peculiaridad se observaba en el servicio de vuelta por la tarde, en el que salía de Puebla de la Sierra hasta La Hiruela antes de finalizar en Montejo de la Sierra.
El 9 de diciembre de 2024, las líneas 911 y 912, pertenecientes al Ayuntamiento de Puebla de la Sierra, fueron transferidas a la operadora ALSA (a través de NEX Continental Holdings) en la concesión administrativa VCM-103 - Madrid - Buitrago - Rascafría (Viajeros Comunidad de Madrid) del Consorcio Regional de Transportes de Madrid.
Desde el 12 de julio de 2025, el servicio en sábados laborables, domingos y festivos durante los meses de julio y agosto pasó a una modalidad a demanda. Para solicitar el servicio se deberá hacer a través de una aplicación para móviles, o telefónicamente a la empresa operadora, ambos con un mínimo de dos horas de antelación al viaje.
Con el traspaso de las líneas, se ha mejorado el servicio, añadiendo parada en días lectivos en la localidad de Horcajuelo de la Sierra y la información del servicio explicando las peculiaridades de la línea los fines de semana, algo que previamente el Ayuntamiento de Puebla de la Sierra no hacía. Tampoco se mencionaba la última expedición de vuelta de la línea finalizaba en Prádena del Rincón, obligando el transbordo a la línea 191C para continuar a Buitrago del Lozoya. 
1. ↑  «Billetes de autobús a destinos de la Comunidad de Madrid - Alsa». www.alsa.es. Consultado el 6 de diciembre de 2024.
2. ↑  «Publicación de Madrid Mobilite en la red social X, anunciando el cese de la concesión SE001, del Ayuntamiento de Puebla de la Sierra a partir del 9 de diciembre de 2024».
3. ↑  «La Comunidad de Madrid lanza un proyecto piloto de transporte a demanda los fines de semana en la Sierra del Rincón». 29 de junio de 2025. Consultado el 12 de julio de 2025.

### Sublíneas
Aquí se recogen todas las distintas sublíneas que ha tenido la línea 912, incluyendo aquellas dadas de baja. La denominación de sublíneas que utiliza el CRTM es la siguiente:
- Número de línea (912)
- Sentido de circulación (1 ida, 2 vuelta)
- Número de sublínea

Por ejemplo, la sublínea 912102 corresponde a la línea 912, sentido 1 (ida) y el número 02 de numeración de sublíneas creadas hasta la fecha.
Las sublíneas marcadas en negrita corresponden a sublíneas que actualmente se encuentran dadas de baja.
| Ida    | Ruta                          | Itinerario                                    | Vuelta | Ruta | Itinerario                                     |
| 912101 | -                             | Buitrago - Puebla de la Sierra                | 912201 | -    | Puebla de la Sierra - Buitrago                 |
| 912102 | m                             | Montejo - Puebla de la Sierra                 | 912202 | m    | Puebla de la Sierra - Montejo                  |
| 91210x | mh                            | Montejo - Puebla de la Sierra, por La Hiruela | 91220x | mh   | Puebla de la Sierra - Montejo, por La Hiruela  |
| 91210x | No existe la ruta "bh" de ida | No existe la ruta "bh" de ida                 | 91220x | bh   | Puebla de la Sierra - Buitrago, por Horcajuelo |
| 91210x | No existe la ruta "p" de ida  | No existe la ruta "p" de ida                  | 91220x | p    | Puebla de la Sierra - Prádena del Rincón       |

## Horarios
Los horarios que no sean cabecera son aproximados.
| Lunes a viernes laborables |                                            |                                            |                                            |                                            |                                            |                                            |                                            |                                            |                                            |
| Buitrago > Montejo > Puebla de la Sierra                                                                                                 | Buitrago > Montejo > Puebla de la Sierra   | Buitrago > Montejo > Puebla de la Sierra   | Buitrago > Montejo > Puebla de la Sierra   | Buitrago > Montejo > Puebla de la Sierra   | Puebla de la Sierra > Montejo > Buitrago   | Puebla de la Sierra > Montejo > Buitrago   | Puebla de la Sierra > Montejo > Buitrago   | Puebla de la Sierra > Montejo > Buitrago   | Puebla de la Sierra > Montejo > Buitrago   |
| Buitrago | Prádena                                    | Montejo                                    | La Hiruela                                 | Puebla                                     | Puebla                                     | La Hiruela                                 | Montejo                                    | Prádena                                    | Buitrago                                   |
| |                                            |                                            |                                            |                                            | 07:30                                      | →                                          | 08:00                                      | 08:05                                      | 08:20                                      |
| 10:00 | 10:15                                      | 10:20                                      | →                                          | 10:50                                      | 10:50                                      | →                                          | 11:20                                      | 11:25                                      | 11:40                                      |
| 18:00 | 18:15                                      | 18:20                                      | →                                          | 18:50                                      | 18:40                                      | →                                          | 19:10                                      | 19:15                                      |                                            |
| 1 septiembre - 30 junio |                                            |                                            |                                            |                                            |                                            |                                            |                                            |                                            |                                            |
| Sábados laborables, domingos y festivos                                                                                                  |                                            |                                            |                                            |                                            |                                            |                                            |                                            |                                            |                                            |
| Montejo > La Hiruela > Puebla de la Sierra                                                                                               | Montejo > La Hiruela > Puebla de la Sierra | Montejo > La Hiruela > Puebla de la Sierra | Montejo > La Hiruela > Puebla de la Sierra | Montejo > La Hiruela > Puebla de la Sierra | Puebla de la Sierra > La Hiruela > Montejo | Puebla de la Sierra > La Hiruela > Montejo | Puebla de la Sierra > La Hiruela > Montejo | Puebla de la Sierra > La Hiruela > Montejo | Puebla de la Sierra > La Hiruela > Montejo |
| Buitrago | Prádena                                    | Montejo                                    | La Hiruela                                 | Puebla                                     | Puebla                                     | La Hiruela                                 | Montejo                                    | Prádena                                    | Buitrago                                   |
| |                                            |                                            |                                            |                                            | 09:20                                      | →                                          | 09:50                                      |                                            |                                            |
| |                                            | 10:15                                      | 10:30                                      | 11:00                                      | 16:20                                      | 16:45                                      | 17:00                                      |                                            |                                            |
| 1 julio - 31 agosto |                                            |                                            |                                            |                                            |                                            |                                            |                                            |                                            |                                            |
| Sábados laborables, domingos y festivos                                                                                                  |                                            |                                            |                                            |                                            |                                            |                                            |                                            |                                            |                                            |
| Servicio a demanda mediante la aplicación móvil "Bus demanda Sierra del Rincón" o telefónicamente a la empresa ALSA al +34 91 177 99 51. |                                            |                                            |                                            |                                            |                                            |                                            |                                            |                                            |                                            |

1. ↑  Los días lectivos por Horcajuelo de la Sierra
2. ↑  Hasta Prádena del Rincón, transbordo a la línea 191C para continuar a Buitrago del Lozoya
3. ↑  Hasta Montejo de la Sierra
4. 1 2  Hasta/desde Montejo de la Sierra, por La Hiruela

## Recorrido y paradas

### Sentido Puebla de la Sierra
La línea inicia su recorrido en la Avenida de Madrid de Buitrago del Lozoya, donde tienen su cabecera varias líneas interurbanas.
Sale de Buitrago del Lozoya hacia el norte por la N-1, por la que circula hasta la Venta de Mea y Calcetas, tomando la carretera M-137 en dirección a Montejo de la Sierra. Circulando por esta carretera atraviesa y para en Gandullas, Prádena del Rincón y Montejo de la Sierra. Al llegar a la intersección con la carretera M-130 se desvía por esta en dirección hacia Puebla de la Sierra, donde tiene su cabecera.
| Código                                                             | Zona | Localidad            | Denominación                                      | Ubicación                                  | Líneas de la parada   |
| ------------------------------------------------------------------ | ---- | -------------------- | ------------------------------------------------- | ------------------------------------------ | --------------------- |
| 10389                                                              |      | Buitrago del Lozoya  | Avenida de Madrid - Calle Real                    | Avenida de Madrid Nº10                     | 191C 199A 911 912     |
| 10401                                                              |      | Gandullas            | Gandullas - Plaza de la Sierra                    | Calle de la carretera Montejo-Buitrago Nº8 | 191C 196 199A 911 912 |
| 10325                                                              |      | Prádena del Rincón   | Carretera M-137 - Prádena del Rincón              | Calle Real Nº10                            | 191C 199A 911 912     |
| Los servicios desde Montejo de la Sierra comienzan aquí            |      |                      |                                                   |                                            |                       |
| 10328                                                              |      | Montejo de la Sierra | Montejo de la Sierra - Plaza de la Fuente         | Plaza de la Fuente Nº1                     | 191C 199A 911 912     |
| Los servicios que paran en La Hiruela realizan la siguiente parada |      |                      |                                                   |                                            |                       |
| 12092                                                              |      | La Hiruela           | Calle de Enmedio - Iglesia de San Miguel Arcángel | Calle de Enmedio Nº11                      | 911 912               |
| Paradas del itinerario normal                                      |      |                      |                                                   |                                            |                       |
| 12091                                                              |      | Puebla de la Sierra  | Puebla de la Sierra - Ayuntamiento                | Calle Mayor Nº24                           | 912                   |

### Sentido Buitrago del Lozoya
El recorrido es igual al de ida pero en sentido contrario.
| Código                                                                          | Zona | Localidad               | Denominación                                      | Ubicación              | Líneas de la parada   |
| ------------------------------------------------------------------------------- | ---- | ----------------------- | ------------------------------------------------- | ---------------------- | --------------------- |
| 12091                                                                           |      | Puebla de la Sierra     | Puebla de la Sierra - Ayuntamiento                | Calle Mayor Nº24       | 912                   |
| Los servicios que paran en La Hiruela realizan la siguiente parada              |      |                         |                                                   |                        |                       |
| 12092                                                                           |      | La Hiruela              | Calle de Enmedio - Iglesia de San Miguel Arcángel | Calle de Enmedio Nº11  | 911 912               |
| Paradas del itinerario normal                                                   |      |                         |                                                   |                        |                       |
| 10328                                                                           |      | Montejo de la Sierra    | Montejo de la Sierra - Plaza de la Fuente         | Plaza de la Fuente Nº1 | 191C 199A 911 912     |
| Los servicios hasta Montejo de la Sierra terminan aquí                          |      |                         |                                                   |                        |                       |
| Los servicios que paran en Horcajuelo de la Sierra realizan la siguiente parada |      |                         |                                                   |                        |                       |
| 10327                                                                           |      | Horcajuelo de la Sierra | Carretera M-141 - Horcajuelo de la Sierra         | Calle Pozas Nº4        | 191C 199A 912         |
| Paradas del itinerario normal                                                   |      |                         |                                                   |                        |                       |
| 10326                                                                           |      | Prádena del Rincón      | Carretera M-137 - Prádena del Rincón              | Calle Real Nº11        | 191C 199A 911 912     |
| Los servicios hasta Prádena del Rincón terminan aquí                            |      |                         |                                                   |                        |                       |
| 10402                                                                           |      | Gandullas               | Gandullas - Plaza de la Sierra                    | Plaza de la Sierra Nº1 | 191C 196 199A 911 912 |
| 10389                                                                           |      | Buitrago del Lozoya     | Avenida de Madrid - Calle Real                    | Avenida de Madrid Nº10 | 191C 199A 911 912     |